# Fjärde maj-rörelsen

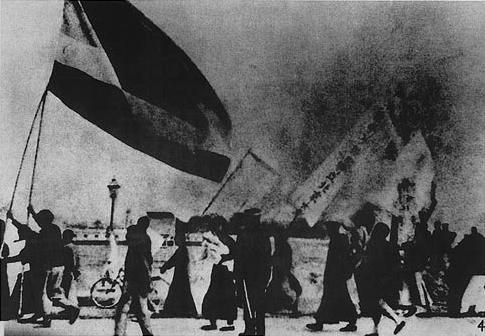
Protester i Peking under Fjärde maj-rörelsen

Fjärde maj-rörelsen (五四運動 wǔ-sì yùndòng), var en patriotisk rörelse som fick sitt namn efter en demonstration i Peking den 4 maj 1919. I första hand var det en reaktion mot vad som upplevdes som orättvis behandling av Kina efter att Japan i Versaillesfreden tillåtits överta tyska kolonier på det kinesiska fastlandet, Shandong-provinsen, trots att Kina liksom Japan var en av segrarmakterna och trots att återlämnandet av tyska besittningar varit ett kinesiskt villkor för att förklara Tyskland krig 1917. Shandong-provinsen är även av speciell betydelse för kineser eftersom Konfucius föddes där. Rörelsen var klasslös, men huvudsakligen baserad på studenter, och nationalistisk och enade kineserna i, vad som av vissa historiker kallats för, en "kinesisk upplysning".
Fjärde maj-rörelsen hade också stora konsekvenser för kinesisk kultur, bland annat med genomdrivandet av en språkreform efter vilken skriven kinesiska kom att basera sig på det samtida talspråket (baihua) och inte som tidigare på klassisk kinesiska (wenyan).

En av rörelsens ledare, Hu Shi, publicerade redan 1 januari 1917 en artikel i tidskriften "Den nya ungdomen" med följande krav till författarna: 
| ”                                                            | 1. Ha någonting värt att säga!; 2. Efterapa inte de klassiska författarna!; 3. Ägna uppmärksamhet åt den grammatiska konstruktionen!; 4. Hänge er inte åt inbillat svårmod!; 5. Utmönstra alla klichéer och andra överflödigheter!; 6. Använd inga allusioner!; 7. Låt er inte bindas av antitetiska regler!; 8. Undvik inte att använda det vardagliga språket! | „ |
| – "Förslag till litterär reform", Ny ungdom, 1 januari 1917. | |   |

Enligt Hu Shi och Mao Zedong skulle litteraturen inte bara beskriva de rådande förhållandena, utan också visa vägen till en bättre ordning.